# 1998 HH49
1998 HH49 est un astéroïde Apollon et aréocroiseur découvert le 28 avril 1998 par le projet Spacewatch.
Sa distance minimale d'intersection de l'orbite terrestre est de 0,002198 ua soit 321 800 km. Il est classé comme potentiellement dangereux.

## Orbite
1998 HH49 a un périhélie de 0,772 UA et un aphélie de 2,329 UA. Il met 705 jours pour faire le tour du Soleil.

## Passage près de la Terre
1998 HH49 passera à 1 172 800 km de la Terre le 17 octobre 2023.